# Dysdera sancticedri
Espèce
Synonymes
- Dasumia sancticedri Brignoli, 1978

Dysdera sancticedri est une espèce d'araignées aranéomorphes de la famille des Dysderidae.

## Distribution
Cette espèce est endémique du Liban. Elle se rencontre vers Bcharré.

## Description
Le mâle holotype mesure 6,12 mm.

## Systématique et taxinomie
Cette espèce a été décrite sous le protonyme Dasumia sancticedri par Brignoli en 1978. Elle est placée dans le genre Dysdera par Bellvert, Dimitrov, Zamani et Arnedo en 2024.

## Publication originale
- Brignoli, 1978 : « Araignées du Liban IV. Notes sur quelques Dysderidae (Araneae). » Bulletin de la société d'histoire naturelle de Toulouse, vol. 114, p. 172-175.